# 青川乡
青川乡是中国黑龙江省哈尔滨市延寿县下辖的一个乡，位于县境西部。

## 历史沿革
1956年置青川乡，1958年改人民公社，1984年复乡。

## 行政区划
现辖：
石城村、合福村、兴隆村、新胜村、百合村、北宁村、北顺村、北安村、新民村和共和村。